# Back Chat
Singles de Queen
Calling All Girls
(1982) Staying Power
(1982)
Pistes de Hot Space
Dancer Body Language
Back Chat est une chanson du groupe de rock britannique Queen, sorti en single en 1982. Elle est extraite de l'album Hot Space, sorti la même année. Écrite par le bassiste John Deacon, la chanson est celle de l'album qui est le plus influencée par la musique afro-américaine, très en vogue au début des années 1980. John Deacon continue donc sur sa lancée après l'énorme tube Another One Bites The Dust deux ans plus tôt et qu'il a également écrit.

## Autour de la chanson
Des quatre membres de Queen, John Deacon est le seul à avoir été élevé avec de la musique soul, alors que les trois autres ont connu une enfance plutôt baignée dans le rock 'n' roll. Cela créera quelques tensions au sein du groupe pendant la conception de Hot Space, notamment avec le guitariste Brian May : John Deacon souhaitait éliminer tout élément « rock » de ses compositions, alors que Brian May voulait garder ces éléments qui font l'essence de Queen. Au bout du compte, le groupe opte pour un solo de guitare sur Back Chat après quelques débats enflammés. Le single ne dépassa cependant pas la quarantième place dans les classements britanniques.
En concerts, pendant le Hot Space Tour, elle est interprétée avec un tempo plus rapide et plus orientée rock.

## Clip
Le clip de la chanson, réalisé par Brian Grant, a été très rarement diffusé à la télévision et reste peu connu du grand public jusqu'à sa présence sur le DVD Greatest Video Hits 2 sorti en 2003.
Les décors du clip, tourné en une journée seulement, ressemblent à une usine dans laquelle les membres de Queen interprètent la chanson. Freddie Mercury, à son habitude, s'agite un peu partout et manipule les éléments du décor, devant ses trois comparses.

## Classements
| Classements (1982) | Meilleure position |
| ------------------ | ------------------ |
| Irlande            | 19                 |
| Royaume-Uni        | 40                 |
| Allemagne          | 69                 |
| France             | 8                  |
| Afrique du Sud     | 18                 |

## Crédits
- Freddie Mercury : chant principal et chœurs
- Brian May : solo guitare électrique
- Roger Taylor : percussions électroniques
- John Deacon : auteur, guitare basse, guitare rythmique, synthétiseur et boîte à rythmes
- Reinhold Mack : producteur